# 老加图
马尔库斯·波尔基乌斯·加图（Marcus Porcius Cato，前234年—前149年）通称为老加图（Cato Maior）或监察官加图（Cato Censorius）以与其曾孙小加图区别，罗马共和国时期的政治家、国务活动家、演说家，前195年的执政官。他也是罗马历史上第一个重要的拉丁语散文作家。

## 政治活动
老加图出身于平民等级。其父是居住于图斯库鲁姆（拉丁姆地区的一个城镇，今已成废墟）的一个富裕农民，曾经当过兵，并因在战争中的英勇表现而受到赞誉。加图在父亲去世后继承了位于萨宾地区的一处地产。
加图的人生事业从参军开始，他在前217年加入军队，参加抵抗汉尼拔入侵的第二次布匿战争。前214年费边在坎帕尼亚地区进攻一些倒向汉尼拔的意大利城市时，加图是费边麾下的一名军团长。这一时期是罗马与汉尼拔斗争的关键时刻，费边的避免正面交锋的策略受到不少抨击，但加图却非常尊敬费边，并深受其影响。前209年加图再次在费边麾下作战，参加了围攻他林敦的战役。
由于加图在战斗中表现突出又恪守美德，他获得了当时在社会上有很大活动能量的年轻贵族卢基乌斯·瓦莱里乌斯·弗拉库斯的赏识。弗拉库斯出身于贵族等级，在加图位于萨宾的农庄附近拥有地产，因而与加图相识。弗拉库斯属于罗马上层人士中的保守派（加图的另一个赞助者费边也属于此派），这些人致力于维护罗马的简朴传统，反对从东方（指希腊）引入奢靡的生活方式，因此与以大西庇阿为首的另一派人物不和；西庇阿一派对希腊文化非常着迷。弗拉库斯对加图的简朴作风十分赞赏，但或许更重要的是他自己的政治活动也需要一个伙伴和支持者，于是他努力提携加图。按照弗拉库斯的建议，加图在罗马人重要的集会场所，即广场上崭露头角，逐渐获得了公众的关注并步入政界。
加图于前204年当选为财务官，从而正式进入了罗马的晋升体系。由于加图的祖先没有担任过什么重要的公职，他被当作一个新人（novus homo）。加图参政后自然站到了保守派一边，他在任内与费边一同发起反对大西庇阿的运动。当时大西庇阿正准备从西西里出发进军位于非洲的迦太基本土；费边和其他一些元老则大力反对他的计划。加图被派去协助西庇阿向非洲运兵，但他认为西庇阿的军队严重挥霍财政开支，怒而返回罗马，并与费边一起向元老院指控西庇阿过于慷慨地用金钱赏赐士兵。这一指控没有产生任何效果，不过却大大提高了加图的声望。接下来，他于前199年任平民营造官。前198年加图担任裁判官，被元老院外派到撒丁尼亚行省。加图在任上开始实践自己的政治信条，他削减政府开支并驱逐了撒丁岛的高利贷者，这些旨在遏制铺张浪费和剥削的政策进一步提高了他在民众中的声誉。前195年，加图当选为执政官，与他的提携者弗拉库斯共职。他在执政官任上的最大功绩是镇压了西班牙各部落的反叛。西班牙是大西庇阿征服的，此前控制这一地区的是罗马的强敌迦太基。加图率军前往西班牙平叛，很快就使当地部落全部臣服。根据李维的记述，加图是软硬兼施，对于不顺从者即毫不留情地加以屠杀。据说，“以戰養戰”（bellum se ipsum alet）的名言就是加图在这次战争中说出来的。由于这次胜利，元老院授予加图一次凯旋式。
关于加图在前194年至前191年间的政治活动，不同的古典作家的记录互相矛盾。他可能曾以资深执政官身份在色雷斯地区任总督。此时罗马政府的最大任务是防备塞琉古帝国君主安条克三世向欧洲的扩张，安条克三世雄心勃勃地企图与罗马竞争，并于前192年率军侵入希腊。前191年加图作为时任执政官马尼乌斯·阿基利乌斯·格拉布里奥的军团长，参加了著名的德摩比利战役（所谓“温泉关”战役；弗拉库斯也参加了此战）。在这次战役中，安条克三世的塞琉古军抢先占领了德摩比利的那个著名隘口。为了防止重蹈希波战争中希腊人的覆辙，安条克三世命令他的盟友、埃托利亚同盟的军队去防守隘口两侧的山头，以防罗马人从波斯人用过的小路绕到塞琉古军后方进行包抄。格拉布里奥发现此事后就命令他的两个军团长加图和弗拉库斯去攻占这两个山头。战斗开始后，弗拉库斯的进攻失败，格拉布里奥从正面的攻击陷入胶着，而加图所率的罗马军团击溃了山上的埃托利亚人，并直接冲下来，结果进入了安条克三世的本阵。塞琉古军士气崩溃，终于被罗马人打得大败，几乎全军覆没；安条克三世本人仅以五百骑脱出。这次胜利的最大功臣无疑是加图，他亲自返回罗马报告了获胜的消息。
加图在返回罗马后重新开始他的保守派政治活动。前190年，在德摩比利战役中获胜的执政官格拉布里奥参加监察官竞选，结果因加图的阻挠而未成。格拉布里奥在政治上是属于大西庇阿一派；加图支持其他人提出的关于格拉布里奥侵吞公款的指控，终于迫使后者退出竞选。而加图本人则于前184年与弗拉库斯一起当选为监察官。关于大西庇阿的弟弟西庇阿·亚细亚提库斯在前187年被指控侵吞公款一事，没有证据表明加图曾参与其中，但他很可能支持了这个指控。加图的监察官任期以严厉的整顿而著称。在任期结束后，加图在元老院中支持一系列的反奢侈立法（Lex Orchia， Lex Voconia，等等）。
加图所在的保守派与大西庇阿一派在通过军事侵略扩大罗马版图方面是一致的，只是在如何对待来自被征服地的文化和如何管理被征服地方面有所分歧。西庇阿派主张在被征服的地区建立附庸国而不是直接统治，保守派则希望建立新的行省以便于搜刮。前153年，加图作为元老院的使节访问已因第二次布匿战争遭到彻底削弱的迦太基，他在经过考察后认为迦太基虽然在军事上仍然衰弱，但经济上却出现复兴，可能重新强大起来成为罗马的威胁。于是加图就开始大力鼓吹彻底消灭迦太基。他在元老院中的任何发言都以这句话结束：“在我看来，必须毁灭迦太基！”（Ceterum censeo delendam esse Cathaginem）元老院里的那些帝国主义派支持他，于是这种战争宣传很快取得了效果。前149年，罗马人找借口发动了第三次布匿战争，并于前146年残酷地摧毁了迦太基城（在大西庇阿的养子小西庇阿指挥下）。但加图本人没有看到战争的胜利，他在前149年开战后不久即去世。

## 意识形态
老加图通常被认为是罗马共和国时期典型的保守派人物。他靠追随保守派起家，坚决维护罗马的旧原则，对喜爱东方文化的以大西庇阿为代表的另一派人物表现出明显憎恶。在加图看来，罗马社会风气的变坏，几乎全是来自希腊的不良影响导致的（例如，他对酒神崇拜在罗马的出现深表震惊）。这种想法有部分道理：在加图的时代，罗马由于征服战争的节节胜利而从海外获得大量财富。商业与战争带来的利润导致罗马的贫富分化加剧，很多富人开始效仿希腊奴隶主的生活方式（在罗马人看来是非常骄奢淫逸的），在社会上助长了道德败坏之风。加图认为这是很危险的，他主张维持罗马原有的简朴生活，防止社会分化。然而，加图的见解和他本身却有部分矛盾，因为他自己是一个大地产者，而且追求利润（加图在他的名著《农业志》里指出最有利的是种植经济作物，而粮食只排到第6位）。看来，加图只是反对奢侈腐化，而不反对积聚财富。
加图在执政官任上曾大力反对废除奥庇乌斯法（Lex Oppia）。奥庇乌斯法是前215年的保民官盖乌斯·奥庇乌斯提出的一项限制妇女奢侈生活的法律，该法禁止妇女拥有超过半盎司的黄金，也不得穿着鲜艳的衣物或在罗马乘坐两匹马拉的马车。这项法律本来是在第二次布匿战争给罗马造成严重的财政困难期间通过的，战争胜利后随着罗马人生活的富裕，就有人主张废除此法。加图认为该法律有限制无廉耻的奢侈生活的良好效果，竭力反对废除此法。虽然他获得了两名保民官的支持，但该法律最后还是被废除了。有趣的是，加图长期的政治伙伴，当时的另一名执政官弗拉库斯也支持废除此法。
前184年加图成为监察官后，便利用这个职位开始严厉整饬社会风气，以图恢复罗马人淳朴的生活。加图对奢侈品消费课以重税，同时毫不留情地对有放荡或腐败行为的上层人物加以制裁。他公开支持揭发元老们的不法行为，从元老院中驱逐了一些有不当行为的人。富人们无疑对加图的许多措施强烈不满（如：禁止建造私人花园；拆除占用公有土地的建筑物，等等），但他却获得普通公民的极大敬仰。在加图卸任监察官后，他再未担任任何公职，却仍然是在罗马政界拥有巨大影响的人物。他仍然坚持自己的保守意见，反对新事物，在元老院中令人望而生畏。
老加圖性格過於嚴苛，會為了一點點錢，將年老貧窮的奴隸轉賣，曾說：人與人的關係，不過在於有利可圖而已。
老加圖在老年元配去世後，再娶政府辦事員極為年輕的女兒，對他德行的名聲造成巨大損害。

## 主要著作
老加图在拉丁文学的发展方面有重大影响。他是第一个使用拉丁语撰写历史著作的罗马人，也是第一个值得一提的拉丁语散文作者。在他之前，罗马主要的文学语言是希腊语。老加图的著作有：
- 《创始记（英语：Origines）》，一本历史著作，讲述罗马自建城以来到第二次布匿战争结束的历史，也包括意大利其他城邦和部落的历史。该书分为7卷，其中第4、5卷是专门记述布匿战争的。全书已佚，仅存一些被其他古典作家引用的片断。
- 《农业志》，一本论述奴隶制大庄园经济的著作，全文尚存，是加图最受赞誉的作品，大约完成于前160年。此书对于研究意大利前2世纪的经济状态有重大意义。加图本人是一个非常富有的大地产者，他在书中总结了经营奴隶制庄园的许多经验，还描述了奴隶的生活状况。加图对农业生产中的一些具体问题提出了自己的看法。
- 约150篇演说词，大部分已经散失，仅存80多个片断。
- 除以上之外，还有许多百科全书性质的著作，是加图为了教育自己的儿子而写。

## 其他
加图在历史上主要以“老”（Maior）和“监察官”（Censorius）这两个附加名著称，但他活着时被称作什么不可确定。加图的前三代祖先都仅有本名和氏族名波尔基乌斯（Porcius）。据普卢塔克说，加图的首个第三名是普里斯库斯（Priscus，“古老的”），后来才叫加图。然而这一点无法得到证实。西塞罗则说，加图在年老时更以萨皮恩斯（Sapiens，“睿智的”）的称呼著称，这几乎成了他实际上的第三名。
老加图的曾孙小加图是罗马共和国末年著名的共和派人物，后支持庞培反对恺撒，在庞培派遭彻底击败后自杀。

## 资料来源
- 本条目包含来自公有领域出版物的文本: Chisholm, Hugh (编).  (第11版). London: Cambridge University Press. 1911.
- 苏联历史百科全书·人物卷，1961~1973
- 外国历史名人传，中国社会科学出版社，书号：11114·4